# Emilia Leija Paz de Ortiz
Emilia Leija Paz de Ortiz (Soledad Díaz Gutiérrez, 5 de abril de 1903 - Ciudad de México, 1970) también conocida como Emilia Leija Paz, fue una de las primeras médicas mexicanas y la primera directora de la Escuela Nacional de Enfermería y Obstetricia de la UNAM (ENEO).

## Biografía
Cursó los primeros años de la carrera de Medicina en el Instituto Científico y Literario en San Luis Potosí; sin embargo, en enero de 1920 solicitó su cambio y revalidación de estudios a la Escuela Nacional de Medicina, actualmente Facultad de Medicina de la Universidad Nacional Autónoma de México donde concluyó su formación en 1925.
Terminó sus estudios de licenciatura y comenzó a trabajar como catedrática en su alma mater. También trabajó como médica auxiliar y jefa de la oficina central de enfermeras del Departamento de Salubridad Pública. Mientras que, en 1937 migró a Estados Unidos y Canadá para continuar estudiando enfermería sanitaria.
A su regreso a México militó en las filas del eugenismo mexicano; en 1944 fungió como miembro honorario de la entonces denominada Sociedad Mexicana de Eugenesia para el Mejoramiento de la Raza y de la Asociación de Médicas Mexicanas.

En 1945 nació la Escuela Nacional de Enfermería y Obstetricia, escuela en la cual fue docente. Sin embargo, durante los primeros años de la fundación de la ENEO, las partes administrativas y directivas estaban separadas de las aulas ubicándose las primeras en la Escuela de Medicina y las últimas en las salas del Hospital Juárez y del Hospital General de México. Fue por ello que algunos años después la médica, siendo directora de esta institución, hizo una petición para que se brindara un espacio dedicado a la construcción de la Escuela Nacional de Enfermería y Obstetricia en Ciudad Universitaria durante su proceso de planeación. Esta petición fue denegada; no obstante, tres años después, en 1948, y en respuesta a la necesidad de ocupar un espacio propio designado para la dirección y administración de la ENEO, consiguió que se establecieran unas oficinas para tal efecto en el Pasaje Catedral en el Centro Histórico de la Ciudad de México.

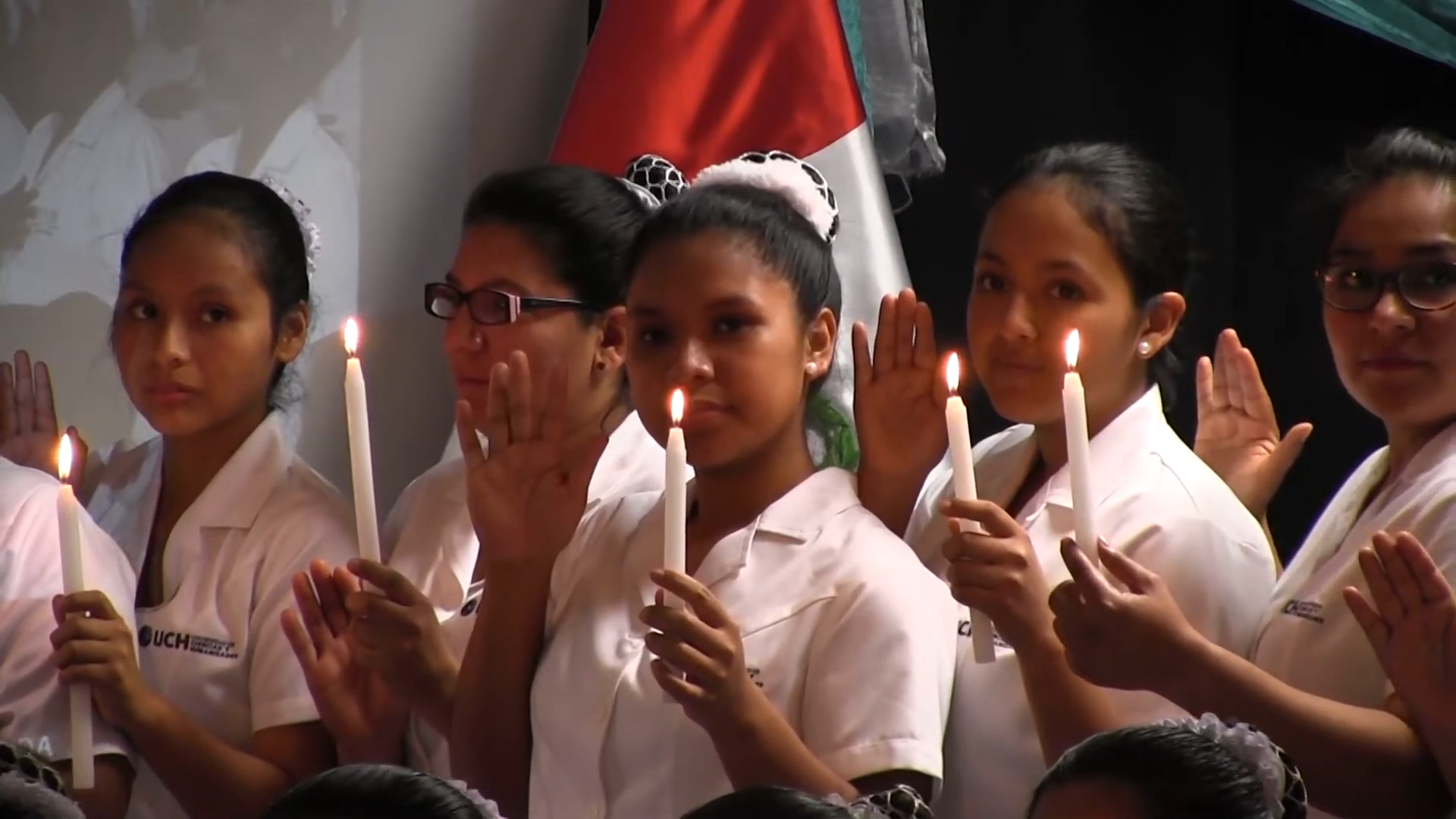
Enfermeras durante la Ceremonia del Paso de la Luz

Bajo su dirección se inauguró en 1953 en la ENEO la ceremonia del paso de la luz; ceremonia que se convirtió en tradición y que inicialmente se realizó en la Escuela de Medicina en referencia a Florence Nightingale quien propició cambios en la enfermería 100 años atrás como precursora de la enfermería profesional contemporánea.
Trabajó durante aproximadamente 40 años en la Oficina Central de Enfermeras del Departamento de Salubridad Pública y se convirtió en la primera directora del Dispensario Antivenéreo Siete. También estuvo en el cargo de la dirección de la Escuela Nacional de Enfermería y Obstetricia de 1948 a 1953, siendo la primera mujer en ocupar este puesto.
Formó parte de la historia de la medicina mexicana dado que apoyó la enseñanza técnica de la enfermería en Latinoamérica y en México, y ayudó a la modernización de su enseñanza.
Además, Emilia participó en la organización de servicios de enfermería rural, fomentó la educación sexual e información y prevención de enfermedades venéreas, así como también ocupó cargos directivos relacionados con la epidemiología, la enfermería y trabajo social en México e impulsó la enfermería en el país. Fue encargada de enfermería sanitaria y médica durante 30 años en la Casa Amiga de la Obrera y jefa de la División de Enfermería y Obstetricia en la Escuela de Graduados.
Su método de enseñanza procuró la formación de las alumnas con una consciencia crítica en la disciplina, pues consideraba que la preparación profesional de las mujeres era importante:
La liberación económica y social de la mujer es uno de los grandes problemas fundamentales en la buena marcha de la sociedad, por cuanto, mientras la mujer esté atada por la esclavitud económica, lo estará asimismo por la esclavitud social, convirtiéndose, quiéralo o no, en un problema para ella y para la sociedad de la cual forma parte.
En 1958, la doctora Emilia Leija Paz se jubiló por motivos familiares y murió entre 1969 y 1970.